# Gare de Raismes (Nord)
Ne doit pas être confondue avec l'ancienne gare de Raismes-Vicoigne.
La gare de Raismes (Nord) est une gare ferroviaire française de la ligne de Douai à Blanc-Misseron, située sur le territoire de la commune de Raismes, dans le département du Nord, en région Hauts-de-France.
C'est une gare de la Société nationale des chemins de fer français (SNCF), desservie par des trains TER Hauts-de-France.

## Situation ferroviaire
Établie à 28 mètres d'altitude, la gare de Raismes (Nord) est située au point kilométrique (PK) 244,381 de la ligne de Douai à Blanc-Misseron, entre les gares ouvertes de Wallers et de Beuvrages.
C'est près de cette gare que s'embranche la voie d'accès au Centre d'essais ferroviaires (CEF) et à l'usine Alstom Petite-Forêt.

## Histoire
Le tableau du classement par produit des gares du département du Nord pour l'année 1862, réalisé par Eugène de Fourcy ingénieur en chef du contrôle, place la station de Raismes au 15e rang, et au 27e pour l'ensemble du réseau du Nord, avec un total de 463 830,63 francs. Dans le détail, cela représente : 29 296,56 francs pour un total de 14 643 voyageurs transportés, la recette marchandises étant de 1 447,14 francs (grande vitesse) et 433 086,93 francs (petite vitesse).

## Service des voyageurs

### Accueil
Gare de la SNCF, elle dispose d'un bâtiment voyageurs, sans guichet, ouvert du mardi au vendredi et fermé les samedis, dimanches et jours fériés. Elle est équipée d'automates pour l'achat de titres de transport.

### Desserte

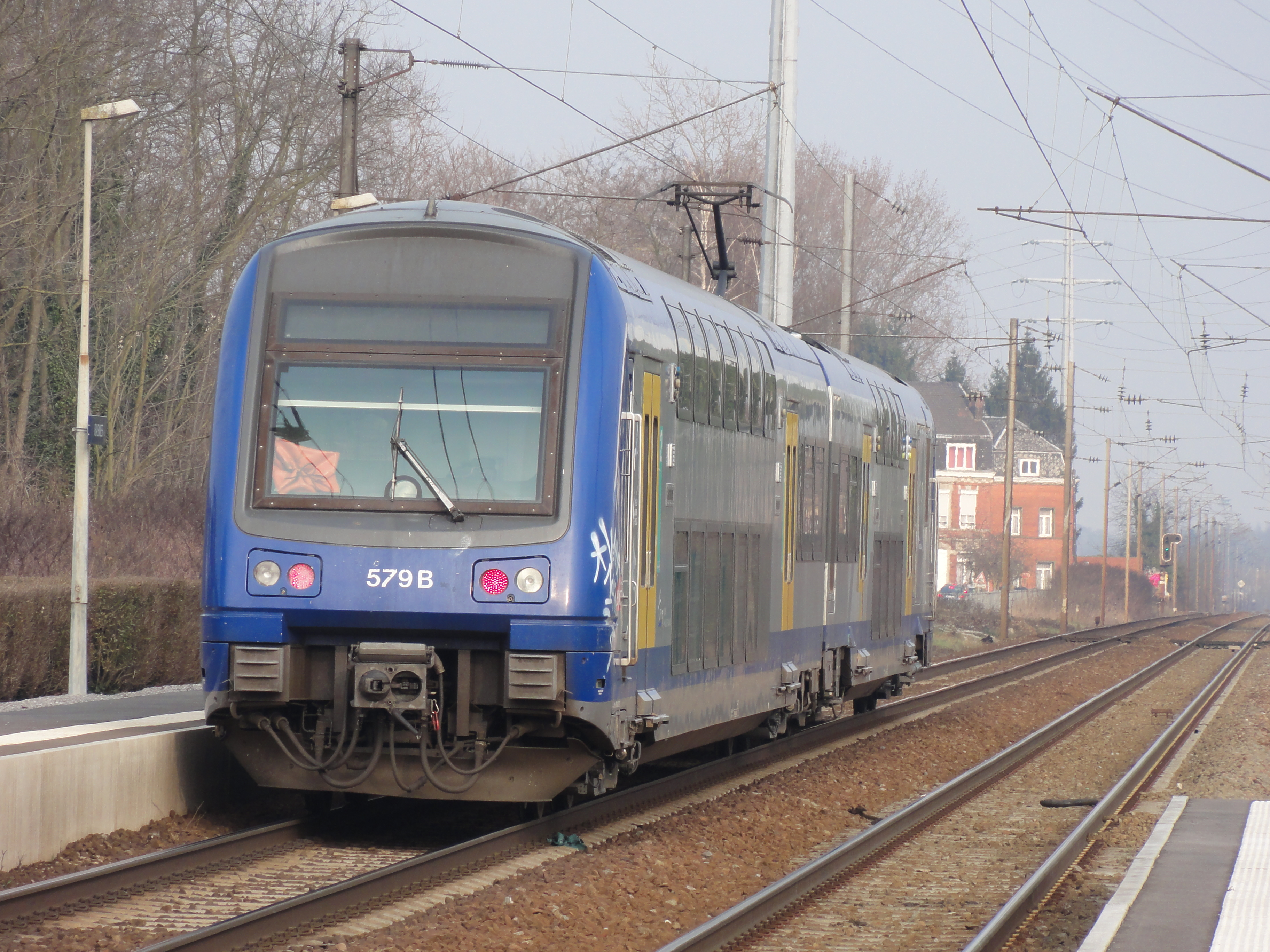
Un TER quitte la gare.

Raismes (Nord) est desservie par des trains TER Hauts-de-France, qui effectuent des missions entre les gares de Valenciennes et de Douai.

### Intermodalité
La gare est en correspondance avec la ligne 12 du réseau Transvilles, par l'intermédiaire de l'arrêt Raismes SNCF.
Par ailleurs, un parking est aménagé à ses abords.